# Thomas Gamiette
Thomas Gamiette (* 21. Juni 1986 in Épinay-sur-Seine) ist ein französischer Fußballspieler.

## Karriere

### Verein
Gamiette wurde in der Nähe von Paris geboren und 1995 in die Jugendmannschaft von Paris Saint-Germain aus der französischen Hauptstadt aufgenommen. Mit 17 Jahren rückte er zur Saison 2003/04 in die Reservemannschaft auf und wurde dort nach zunächst sporadischen Einsätzen in seinem dritten Jahr zum Stammspieler. Dennoch verließ er Paris 2006, ohne jemals ein Pflichtspiel für die Profimannschaft bestritten zu haben. Er unterschrieb in der dritten Liga bei der Entente SSG aus der Umgebung von Paris, wo er auf Anhieb der ersten Elf angehörte. 2008 schaffte er den Sprung in den Profifußball, als zum Traditionsverein Stade Reims in der zweiten Liga wechselte. Am 1. August 2008, dem ersten Spieltag der neuen Saison, debütierte er beim 1:3 gegen den SCO Angers in der Profiliga, wobei er über die volle Länge des Spiels zum Einsatz kam. Fortan gehörte er auch in Reims der Stammelf an. Im Sommer 2011 ging er zum FC Tours, wo er ebenfalls einen Stammplatz erhielt. Trotz seiner Zugehörigkeit zur ersten Elf wurde sein Vertrag 2013 nicht verlängert, woraufhin er zunächst vereinslos blieb. Zu Beginn des Jahres 2014 wurde er vom thailändischen Erstligisten BEC-Tero Sasana verpflichtet. Sein Aufenthalt im Ausland blieb allerdings von kurzer Dauer, da er bereits im darauffolgenden Sommer nach Frankreich zurückkehrte und beim Drittligisten Paris FC unterschrieb. Mit dem Hauptstadtverein gelang ihm am Ende der Saison 2014/15 der Aufstieg in die zweithöchste Spielklasse. Von 2016 bis Ende 2018 spielte er dann für den FC Bourg-Péronnas in der Ligue 2 und seit Januar 2019 steht er beim Viertligisten FC Fleury 91 unter Vertrag.

### Nationalmannschaft
Ein Jahr nach seinem Wechsel zu Reims wurde Gamiette, der dank seiner Abstammung aus dem französischen Überseegebiet Guadeloupe für dessen Auswahlmannschaft spielberechtigt ist, im Sommer 2009 erstmals für dessen A-Nationalmannschaft berücksichtigt. Dabei stand er im Kader zum Gold Cup, der das wichtigste Turnier des Regionalverbands CONCACAF darstellt. In dessen Verlauf bestritt er alle vier Spiele für seine Mannschaft, die das Viertelfinale erreichte. Ohne in der Zwischenzeit ein weiteres Mal für das Team aufgelaufen zu sein, wurde er zwei Jahre später für den Gold Cup 2011 nominiert. Auch hier wurde er in allen Spielen eingesetzt, schied mit Guadeloupe aber bereits in der Vorrunde aus.